# Bao Yuan-Kai
Bao Yuan-Kai (født 4. januar 1944 i Beijing, Kina) er en kinesisk komponist, fløjtenist og lærer.
Yuan-Kai studerede fløjte og komposition og musikteori på det Centrale Musikkonservatorium i Beijing. Han underviste i komposition på bl.a. Tianjin Musikkonservatorium og Nankai Universitet. Yuan-Kai har skrevet 5 symfonier, orkesterværker, kammermusik, korværker, kantater, filmmusik, musicals og musik for børn etc. Han underviser i dag i komposition på Xian Universitetet, og som freelance komponist.

## Udvalgte værker
- Symfoni "Søn af folket" (2004) - for orkester
- Symfoni nr. 1 "Jubilæum" (2004) - for orkester
- Symfoni nr. 2 "Skitse af krig" (2005) - for orkester
- Symfoni nr. 3 "Beijing opera" (2006) - orkester
- "Klokkerne fra Beijing" (?) - (Symfonisk overture) - for orkester